# Palácio do Pátio de Charlotte

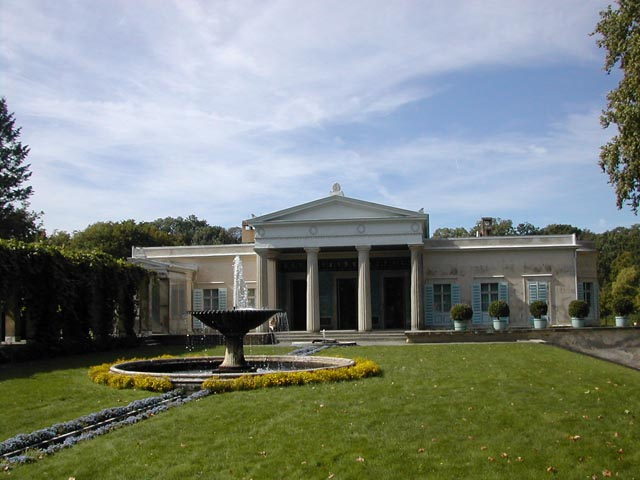
Palácio do Pátio de Carlota, Alemanha.

Palácio do Pátio de Charlotte (em alemão: Schloss Charlottenhof) localiza-se em Potsdam, na Alemanha. É um palácio a curta distância de outros como Sanssouci, o Novo Palácio de Potsdam e o Orangerieschloss. Ficou mais conhecido como residência de Verão do Príncipe Herdeiro Frederico Guilherme (mais tarde Frederico Guilherme IV da Prússia). Actualmente é mantido pela Fundação dos Jardins e Palácios Prussianos de Berlim e Brandenburgo.

## História

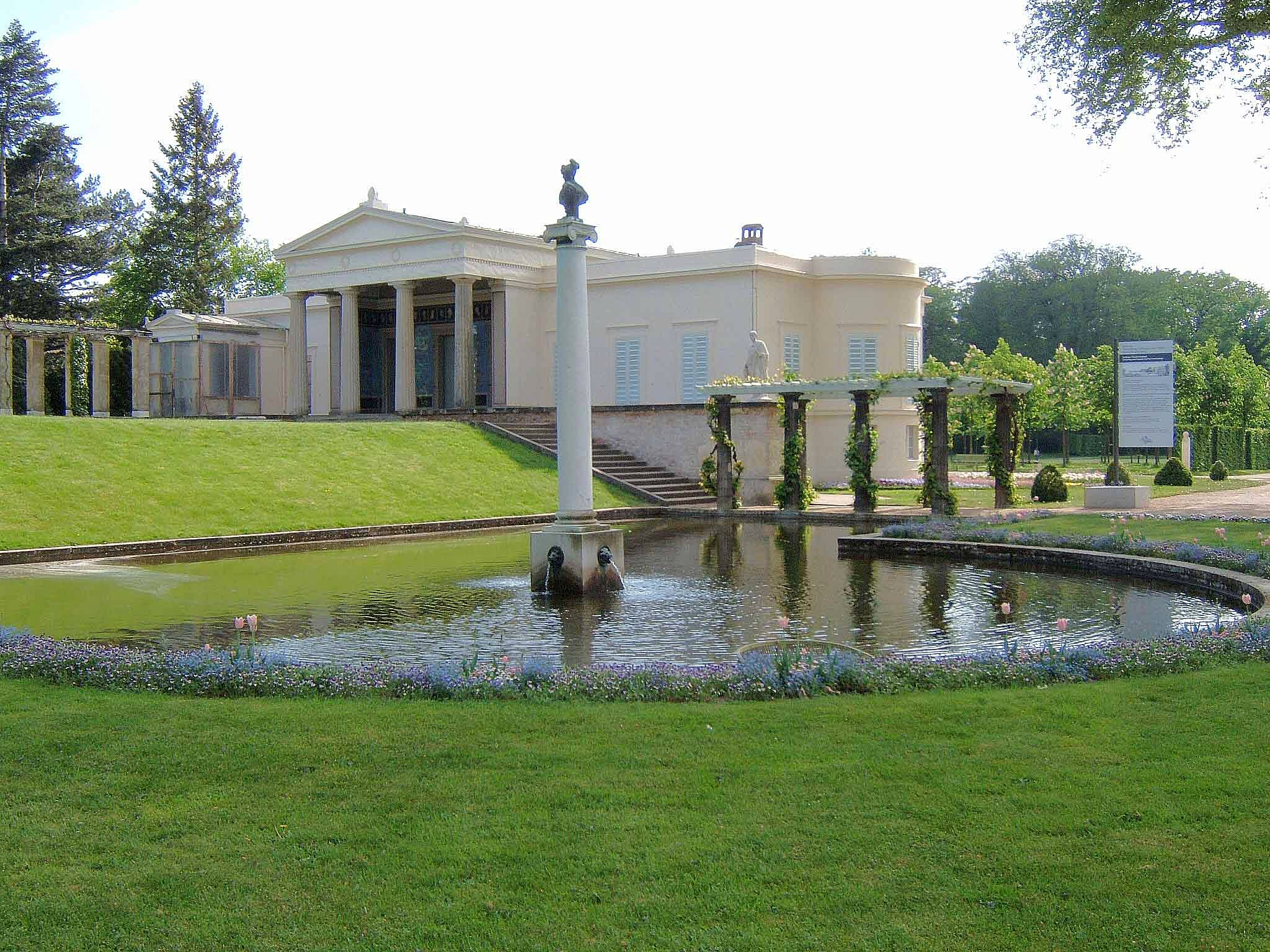
Palácio do Pátio de Carlota, Alemanha.

A área do parque, com os seus variados edifícios, pode ser traçada até ao século XVIII. Depois de ter mudado de mãos várias vezes, Frederico Guilherme III da Prússia adquiriu as terras que confinavam a sul com o Parque de Sanssouci, oferecendo-as como presente ao seu filho Frederico Guilherme e à esposa deste, Isabel Luisa da Baviera, no Natal de 1825.
O Príncipe Herdeiro encarregou o arquitecto Karl Friedrich Schinkel de remodelar uma casa de lavoura já existente, sendo o projecto executado com baixos custos entre 1826 e 1829. No final, Schinkel, com a ajuda do seu aluno Ludwig Persius, construiu um pequeno palácio neoclássico, sobre as fundações duma antiga casa de lavoura, à imagem das antigas villas romanas.
O próprio Príncipe Real, detentor de inclinações artísticas, participou com desenhos no processo de planeamento do palácio e parque envolvente. Este referia-se à sua residência de Verão como "Sião", o que à época era considerada "a Terra da Liberdade" e, por gracejo, a si próprio como "arquitecto da Casa de Sião".
Oficialmente, o palácio e o parque receberam o nome de "Pátio de Charlotte" em homenagem a Maria Charlotte von Gentzkow, proprietária da propriedade entre 1790 e 1794.
O aspecto interior de dez salas ainda se mantém grandemente intacto. A mobília, na sua maior parte desenhada pelo próprio Schinkel, é notável pelo seu estilo simples e erudito.
A mais singular das salas do palácio é a Sala Tenda, criada segundo uma tenda do César Romano. Nesta sala, tanto o tecto como as paredes estão decorados com papel de parede com listas azuis e brancas. O tratamento das janelas e das coberturas continuam esse desenho. A sala foi usada como quarto para companheiros e hóspedes.
O tema azul e branco é continuado através do palácio pelas persianas, em deferência à herança bávara da então Princesa Real, Isabel Ludovica.
Entre 1835 e 1840, o explorador e viajante Alexander von Humboldt foi convidado e permaneceu na Sala Tenda durante os meses de Verão.

## Parque
O arquitecto paisagista Peter Joseph Lenné ficou encarregue dos jardins do Pátio de Charlotte. Recriou completamente a área plana, e em parte húmida, transformando-a num jardim à inglesa com árvores, relvados e elementos aquáticos. Também ligou o novo parque do Pátio de Charlotte ao mais antigo de Sanssouci, da época de Frederico, o Grande.